# Les Grands Fonds (Guadeloupe)
Pour les articles homonymes, voir Grands fonds.
Les Grands Fonds sont une région vallonnée située sur l'île de la Grande-Terre, en Guadeloupe. 

## Géographie

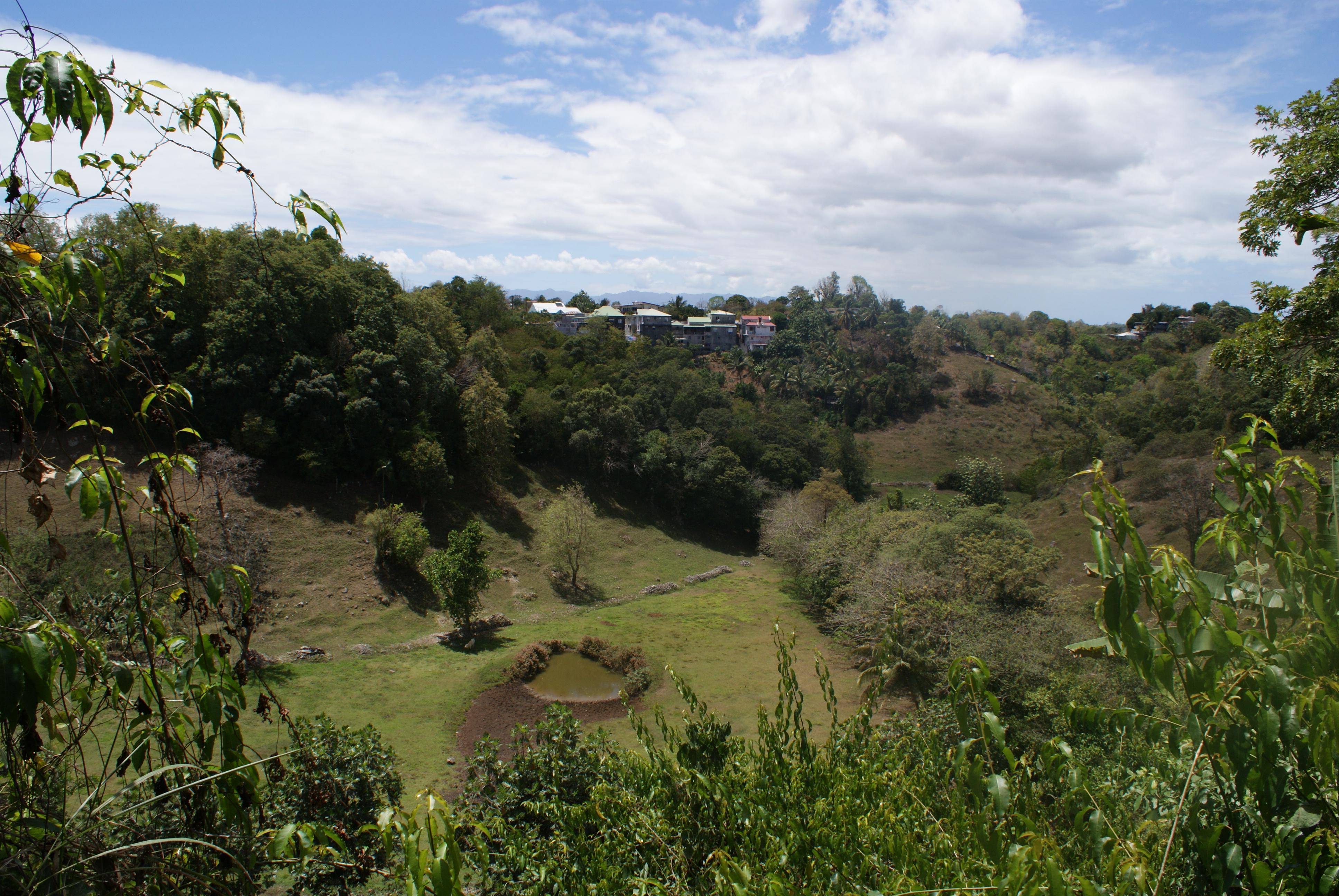
Paysage des Grands Fonds.

Cette région de collines et de vallons est située dans le sud-ouest de Grande-Terre. En forme de demi-disque ouvert vers l'ouest, son plus haut sommet est le morne l'Escade avec 136 m d'altitude. Il s'agit d'un plateau karstique, reste d'un atoll surélevé, dont l'érosion a sculpté d'innombrables mornes aux pentes escarpées et séparés par des ravines à fond plat. Les cours d'eau permanents sont rares en raison de la nature perméable du sous-sol. Au nord, la plaine de Grippon sépare les Grands Fonds de la moitié nord de l'île.
Elle est occupée par des cultures vivrières, fruitières et plantées d'arbres à pain. C'est d'ailleurs à cet endroit que furent plantés les premiers arbres à pain de l'archipel guadeloupéen[réf. souhaitée]. La région abrite également de petites fermes ainsi que des pâturages.
La région est partagée par cinq communes de la Grande-Terre : Les Abymes, Morne-à-l'Eau, Le Moule, Sainte-Anne et Le Gosier.

## Histoire
Le « dédale de petites collines et de vallées toutes plus semblables les unes aux autres » rend le lieu difficilement praticable. Il a permis aux Amérindiens puis aux Marrons de fuir les colons. Les Grands Fonds furent, durant la Révolution française, le refuge des « Blancs Mâtignon » (nommés ainsi car ils se sont installés au lieu-dit Mâtignon), des « Blancs pauvres », bien que considérés à tort comme issus de l'aristocratie parce qu'on les assimilait à la famille Grimaldi de Monaco, qui n’ayant pas la possibilité de quitter l’archipel, fuyaient les révolutionnaires qui menaçaient de les guillotiner.

## Sports
Le « rallye des Grands Fonds » est une compétition automobile qui a lieu tous les ans dans cette région, vers le mois de juin.